# مغد
المَغْد أو السولانم (باللاتينية: Solanum) هو جنس كبير ومتنوع من النباتات الزهرية يحتوي على قرابة 1400 نوع وهي أكثر الأجناس تنوعاً مقارنة بباقي أجناس الفصيلة الباذنجانية، يتضمن الجنس بعض المحاصيل الغذائية الاقتصادية مثل الطماطم والبطاطا والباذنجان وكذلك محاصيل إقليمية مثل الطماطم الشجري المغد الخشن والباذنجان الأثيوبي.

## التوزيع
تتوزع في جميع أنحاء العالم، وأعلى تنوع يكون في المناطق المدارية والشبه مدارية، معظم الأنواع تتواجد في أمريكيا الجنوبية خصوصا في جبال الإنديز وهناك مراكز ثانوية للتنوع تتوطن في أمريكا الشمالية وأمريكا الوسطى وشرق البرازيل وجزر الهند الغربية وأستراليا وأفريقيا ومدغشقر.

## التصنيف
يعتبر الجنس أكثر الأجناس تنوعاً مقارنة بباقي أجناس الفصيلة الباذنجانية وإحدى أكبر الأجناس بصف كاسيات البذور مع ما لا يقل عن 1250 نوع وتعادل بذلك جنس الشيخة والقتاد والسعادي، سمحت لنا علم الوراثة العرقي الجزيئي بتأسيس أو تأكيد أن الأجناس ليكوبيرسيكون (باللاتينية: Lycopersicon) وسيفوماندرا (باللاتينية: Cyphomandra) ونورمانيا (باللاتينية: Normania) وتريغيرا (باللاتينية: Triguera) التي كانت تعتبر أجناسا مستقلة سابقا يجب أن تدرج إلى جنس المغد ولهذا نقلت جميع أنواع الأجناس الأربعة رسمياً إلى هذا الجنس ، بينما إتضح أن جنس ليشيانثس (باللاتينية: Lycianthes) الذي يعتبر في بعض الأحيان ينتمي إلى جنس المغد إتضح إنه جنس مستقل.
ضمن العائلة الباذنجانية (باللاتينية: Solanaceae)، يعتبر الجنس مضمن ضمن الفصيلة الفرعية الباذنجاناوات (بالإنجليزية: Solanoideae)‏ التي تتميز ببذورها المسطحة وبأجنتها المنحنية، وضمن هذة الفئة الفرعية ينتمي الجنس إلى قبيلة سولاني (باللاتينية: Solaneae) المعقدة تصنيفياً، بها مجموعة كبيرة من حوالي 34 جنسا، علاقات النشوء والتطور حتى الآن لم تتضح تماماً.
وفقا للمخطط المقبول على نطاق واسع من العالم وليام جيرالد دارسي، المبنية على مورفولوجيا أنواع هذا الجنس يمكن تقسيم الجنس إلى 7 جنيسات و60 إلى 70 قسم

## الأهمية الاقتصادية والثقافية
يعد الجنس ذو أهمية اقتصادية عالمية لأنه يتضمن محاصيل مهمة مثل البطاطا والطماطم والباذنجان. وهناك أيضا عدد من النباتات المزروعة لثمارها ودرناتها وأوراقها الصالحة للأكل وللقلويدات الطبية القيمة على نطاق أصغر، بعض الأمثلة على الأنواع الأقل الشهرة والتي تزرع من أجل ثمارها هي الطماطم الشحري والنرَنْجِلَّة (Solanum quitoense) والمغد الخشن التي نشأت في العالم الجديد، وحدق أثيوبي وباذنجان إفريقي وSolanum torvum في العالم القديم